# Sergej Ryzjikov (ruimtevaarder)
Sergej Nikolajevitsj Ryzjikov (Russisch: Сергей Николаевич Рыжиков) (Boegoelma, 19 augustus 1974) is een Russisch ruimtevaarder. In 2016 ging hij voor het eerst de ruimte in. Hij verbleef tijdens deze eerste missie 173 dagen aan boord van het Internationaal ruimtestation ISS. In 2020 volgde een tweede bezoek.
In 2006 werd Ryzjikov geselecteerd als astronaut door de Russische ruimtevaartorganisatie Roskosmos. Hij voltooide zijn training in 2009. Ryzjikov's eerste en enige ruimtevlucht was Sojoez MS-02 en vond plaats op 19 oktober 2016. Deze vlucht bracht de bemanningsleden naar het ISS. Hij maakte deel uit van de bemanning van ISS-Expeditie 49 en 50. 
Ryzjikov nam in oktober 2020 deel aan ISS-Expeditie 63 en ISS-Expeditie 64.